# Gornji Turni
Gornji Turni est une localité de Croatie située dans la municipalité de Delnice, dans le comitat de Primorje-Gorski Kotar. En 2001, la localité comptait 15 habitants.

## Démographie
| 1948 | 1953 | 1961 | 1971 | 1981 | 1991 | 2001 |
| ---- | ---- | ---- | ---- | ---- | ---- | ---- |
| 78   | 71   | 71   | 59   | 31   | 22   | 15   |